# Artur Bramora

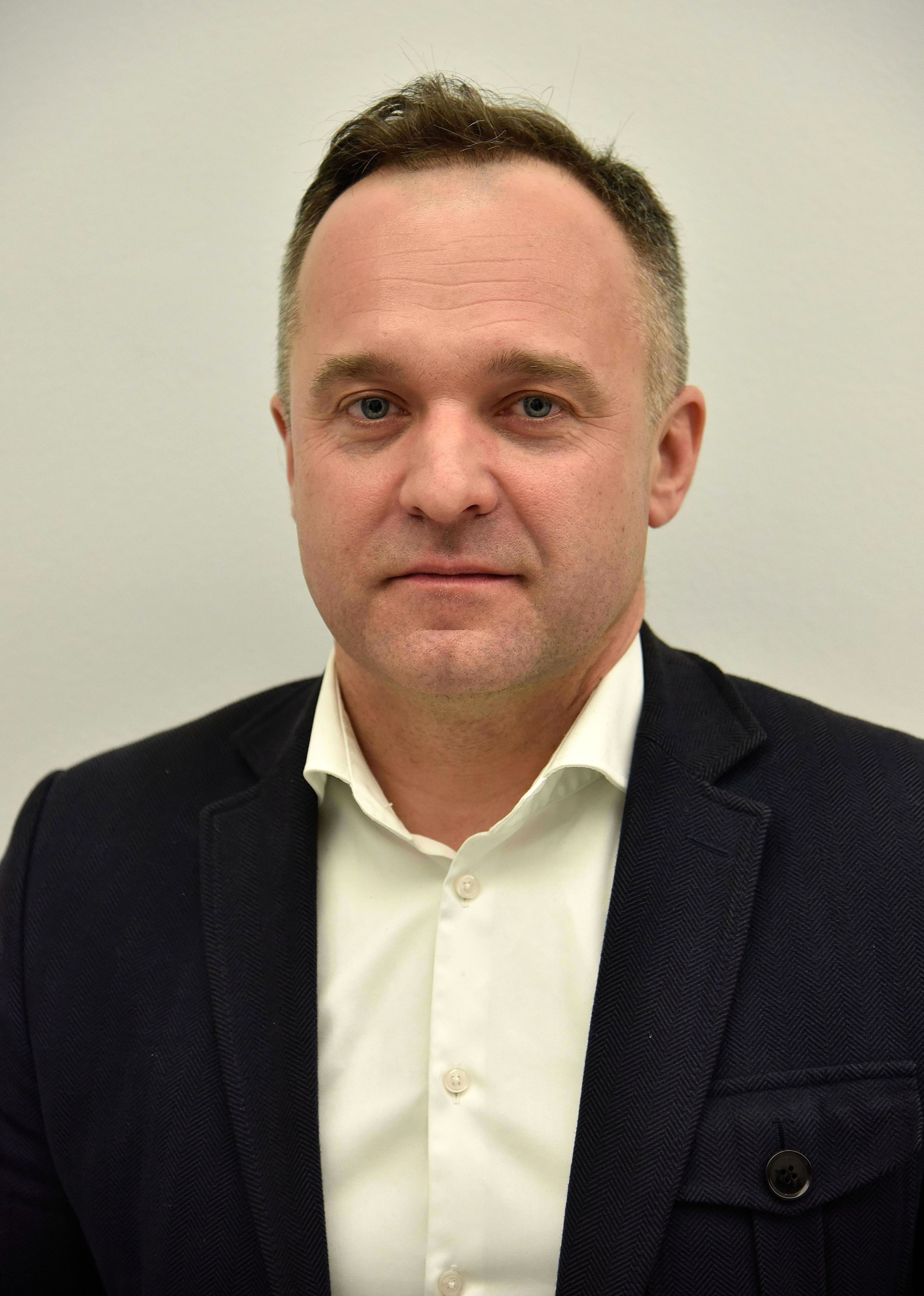
Artur Bramora (2016)

Artur Franciszek Bramora (* 10. Oktober 1972 in Myszków) ist ein polnischer Politiker (Ruch Palikota, PSL). Er gehörte von 2011 bis 2015 dem Sejm in dessen VII. Wahlperiode an.

## Leben und Beruf
Artur Bramora machte sich nach einer entsprechenden Ausbildung Anfang der 1990er Jahre selbständig mit einem Optikerfachgeschäft in Częstochowa.
Artur Bramora ist verheiratet und hat zwei Kinder.

## Politik
Bei den Parlamentswahlen 2011 trat er für die Ruch Palikota im Wahlkreis 28 Częstochowa an. Mit 10.610 Stimmen konnte er ein Mandat für den Sejm erringen. Im Juni 2013 verließ er die Fraktion der Ruch Palikot und gründete mit Bartłomiej Bodio und Halina Szymiec-Raczyńska die parlamentarische Gruppe Inicjatywa Dialogu. Die schloss sich im Dezember 2013 der Polskie Stronnictwo Ludowe (PSL) an. Bei der Europawahl 2014 kandidierte er erfolglos für die PSL. Bei der Parlamentswahl 2015 kandidierte er nicht erneut und schied aus dem Sejm aus.